# آق‌کپرک
آق‌کُپرُک (واژه‌ای‌ست تُرکی، به‌معنای «پُلِ سفید»)، مجموعه پایگاه‌های باستان‌شناسی واقع در ولایت بلخ در افغانستان است، که شامل چهار پایگاه، ۱، ۲، ۳ و ۴ در امتداد رود بلخاب در نزدیکی شمال روستای آق‌کُپرُک، در تپه‌های واقع در ۷۷ کیلومتری جنوب شهر مزار شریف می‌شود. این چهار پایگاه عبارتند از:
- آق‌کپرک ۱، یا غارِ اسب، پناهگاهی صخره‌ای است از دوران کوشانیان-ساسانیان، که شامل پاره‌ای آثار فرسکو (fresco) بودایی و معماری ساده است.
- آق‌کپرک ۲، یا غارِ مار، پناهگاه صخره‌ای دیگری است، که شاید نسبت به سه پایگاه دیگر داده‌های بیشتری ارائه نموده، آثاری از تمام دوره‌ها به استثنای دوران کوشانیان-ساسانیان. تقربیا ٪۱۰ از ساحۀ مسکونی انسان‌های آن زمان کاوش شد.
- آق‌کپرک ۳، یک پایگاه روباز (بی‌سقف) در تراس رودخانه است که شامل دو دوره، هر دو متعلق به عصر فراپارینه‌سنگی می‌شود.

این پایگاه‌ها در سال‌های ۱۹۶۲ و ۱۹۶۵ میلادی توسط لوئی دوپری برای موزهٔ تاریخ طبیعی آمریکا کاوُش شدند. 
- آق‌کپرک ۴، که به روستای آق‌کپرک نزدیک‌تر است، در سال ۱۹۷۱ میلادی مختصراً توسط مَک‌برنی (C.B.M. McBurney) از دانشگاه کمبریج کاوُش شد، و آثار بدست‌آمده از آن از نوع صنعت «موستریَن میانی» (Middle Mousterian) است که با آنچه که دوپری یافته بود تفاوت داشت.

یافته‌های باستان‌شناسی از این پایگاه‌ها شامل سازه‌های فراوان و پیشرفته از ابزارهای سنگی است، همچون سردیس سنگی بسیار ابتدایی (نگارۀ فوق را ببینید)، بقایای گوسفند و بز اهلی‌شده، قطعاتی از مسِ چکشخورده متعلق به عصر نوسنگی با سفال (ceramic Neolithic)، نیش پرتابه‌ها، شیشه‌جات، سفالینه (terracotta) و جواهرات ساده.
پایگاه‌های باستان‌شناسی افغانستان از عصر سنگ
پارینه‌سنگی زیرین □
پارینه‌سنگی میانی ■
پارینه‌سنگی بالایی ▲
فراپارینه‌سنگی ○
نوسنگی •
شهر امروزی ◉

توجه: برای مشاهدۀ موقعیت صحیح این پایگاه‌ها از تفکیک‌پذیری (resolution) ابعاد ۱۹۲۰ در ۱۰۸۰ و زوم %۱۰۰ در صفحۀ نمایشگر خود استفاده کنید.

## مطالعۀ بیشتر
- Hayashi and Sahara in Mizuno. S. (ed) 1962. Haibāk and Kashmir-Smast. Kyoto: 54-5, 105.
- Dupree, L. et al. 1972. Prehistoric Research in Afghanistan (1959-1966) (4.12). Philadelphia.
- McBurney, C.B.M. 1972. 'Report of an archaeological survey in northern Afghanistan'. July-August 1971'. Afghanistan 25, 2: 22-32.
- Davis in Allchin, R. and Hammond, N. (eds) 1978. The Archaeology of Afghanistan. London: 55-63.
- Shaffer in Allchin, R. and Hammond, N. (eds) 1978. The Archaeology of Afghanistan. London: 74-81, 89-90.
- Gupta, S.P. 1979. Archaeology of Soviet Central Asia and the Indian Borderlands (2 vol). New Delhi.
- Derevyenko and Liu Zun-E in Dani, A.H. and Masson, V.M. (eds) 1992. History of Civilizations of Central Asia (volume 1): The dawn of civilization - earliest times to 700 B.C. Paris.
- Sarianidi in Dani, A.H. and Masson, V.M. (eds) 1992. History of Civilizations of Central Asia (volume 1): The dawn of civilization - earliest times to 700 B.C. Paris.